# Magneuptychia lethra
Magneuptychia lethra är en fjärilsart som beskrevs av Heinrich Benno Möschler 1882. Magneuptychia lethra ingår i släktet Magneuptychia och familjen praktfjärilar. Inga underarter finns listade i Catalogue of Life.